# The Black House
The Black House è il terzo album in studio del gruppo musicale statunitense Krieg, pubblicato nel 2004 dalla Red Stream, Inc.

## Tracce
1. Deconstructing the Eternal Tombs – 1:52
2. Deviant – 2:33
3. Nemesis – 3:07
4. Fleshprison Monolith – 4:07
5. Fallen Princes of Sightless Visions... – 6:57
6. A Process of Dying – 3:44
7. Sickening Voices Without Speech – 2:45
8. Ruin Under a Burning Sky – 3:07
9. ...Without Light – 5:40
10. Murder Without the Burden of Conscience – 1:18
11. Venus in Furs (cover dei The Velvet Underground) – 4:42
12. Rooms – 1:51

## Formazione

### Gruppo
- Imperial – voce
- Phaedrus – chitarra, viola
- S.M. Daemon – basso
- Thron – batteria